# Nihat Zeybekçi
Nihat Zeybekci, né le 1er janvier 1961 à Pınarlar (province de Denizli), est un homme politique turc. Il a été le ministre de l'Économie.

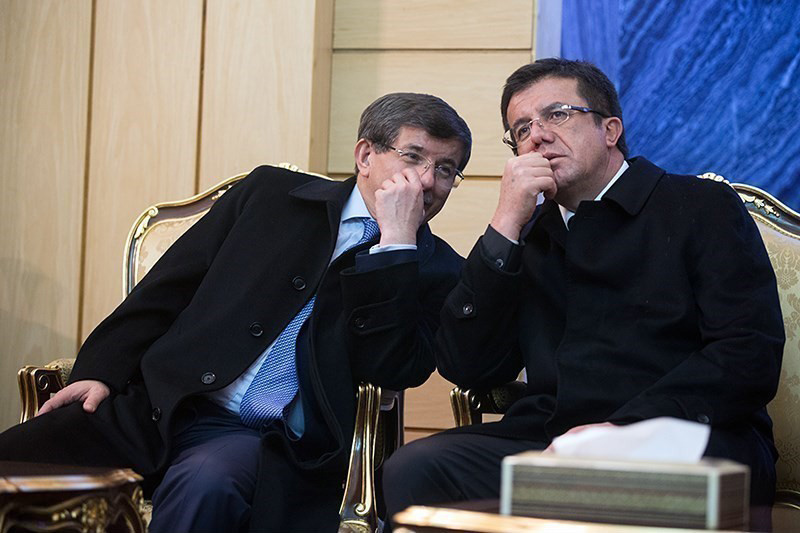
Ahmet Davutoğlu et Nihat Zeybekci durant une visite officielle en Iran.